# Perossido di litio
Il perossido di litio è un composto chimico inorganico la cui formula bruta è Li2O2. È un solido bianco e non igroscopico. Grazie alla sua bassa densità è stato utilizzato per rimuovere CO2 dall'atmosfera nelle astronavi dei veicoli spaziali.

## Caratteristiche
Essendo un perossido, l'ossigeno ha numero di ossidazione -1.

## Preparazione
È preparato dalla reazione tra perossido di idrogeno e idrossido di litio.
Il perossido di litio si decompone a circa 450 °C e produce ossido di litio:
2 Li2O2 → 2 Li2O + O2

## Usi
Si usa nei purificatori d'aria, come quelli dei veicoli spaziali in cui assorbono anidride carbonica e rilasciano ossigeno, secondo la reazione:
2 Li2O2 + 2 CO2 → 2 Li2CO3 + O2
Assorbe più CO2 rispetto alla stessa massa di idrossido di litio, con l'aggiunta del rilascio di ossigeno. Inoltre, diversamente da molti degli altri perossidi di metalli alcalini, non è igroscopico.
La reazione reversibile del perossido di litio è la base per un prototipo di batteria litio-aria. Usando l'ossigeno dall'atmosfera si evita di mettere una quantità di ossigeno nella batteria per la reazione, risparmiando in peso e dimensioni.